# می مولر
می مولر (به انگلیسی: Mae Muller) (زاده ۲۶ اوت ۱۹۹۷) خواننده، ترانه‌سرا انگلیسی است.
او نماینده بریتانیا در یوروویژن ۲۰۲۳ بود.